# Elle Girl TV
Elle Girl TV, typographié ELLE Girl TV, est une chaîne de télévision thématique française lancée le 15 septembre 2016 et disparue le 16 juillet 2019, destinée aux femmes de 18 à 49 ans.

## Histoire
Elle Girl est créée avec l’ambition de toucher un public plus large que l’ancienne chaîne June, disparue le 1er septembre 2016[réf. nécessaire].
Si Elle Girl bénéficie de l’image de marque de l'hebdomadaire Elle, la chaîne promet en revanche un certain nombre de documentaires inédits et exclusifs, développés en partenariat avec la fondation Elle. Le 1er mai 2017, Elle Girl devient Elle Girl TV.
Le 24 juin 2019, à la suite de l'annonce du rachat du pôle télévisuel de Lagardère Active par le Groupe M6, dont l'acquisition financière des chaînes  sera effective au 2 septembre 2019, Lagardère Active confirme l’arrêt de la chaîne de télévision Elle Girl TV. Canal+ annonce alors le retrait de la chaîne de ses offres ainsi que sur les réseaux d'Orange et de Free. Elle disparait définitivement le 16 juillet 2019.

## Dirigeants
- Directrice déléguée du Pôle télévision de Lagardère Active : Caroline Cochaux